# 浜師勝彦
浜師 勝彦（はまし かつひこ）は、日本の元アマチュア野球選手（投手）。

## 経歴・人物
中学校時代はエースで、強豪校から声がかかるもチームメイトと一緒に進んだ伊達高校では、1971年南北海道大会の準々決勝に進むが、北海高校に敗退。ほぼ一人で投げていたために故障もあったという。高校卒業後は、新日本製鐵室蘭に入社した。
新日本製鐵室蘭に在籍していた時に、1973年のドラフト会議でロッテオリオンズから4位指名を受けたが、入団を拒否し、翌年のドラフト会議でもヤクルトスワローズから3位指名を受けたが、これもまた入団を拒否した。1975年のドラフト会議でもヤクルトスワローズから6位指名を受けたが、これもまた入団を拒否し、チームに残留した。1980年の都市対抗野球では、竹本由紀夫とともに大昭和製紙北海道の補強選手として出場し、2回戦で前年優勝した三菱重工広島を相手に竹本と抑えて、チームのベスト4進出に貢献した。1985年で現役を引退してその後、新日本製鐵室蘭のコーチ、監督を務めた。その後は北海道支社で営業職などに従事した。現役時代にはプロ11球団から誘いがあったが、ファンであった巨人からは話がなかったという。